# Faltenfrei
Faltenfrei ist ein deutscher Fernsehfilm aus dem Jahr 2021 von Dirk Kummer mit Adele Neuhauser, Henriette Richter-Röhl, Olga von Luckwald, Thomas Limpinsel und Sibylle Canonica. Premiere der Filmkomödie war am 8. Juli 2021 beim Filmfest München im Kino am Olympiasee in der Reihe Neues Deutsches Fernsehen. Die Erstausstrahlung im Ersten im Rahmen der Reihe FilmMittwoch im Ersten sowie im ORF erfolgte am 17. November 2021. In der ARD-Mediathek wurde der Film am 13. November 2021 veröffentlicht.

## Handlung
Stella Martin ist eine erfolgreiche Autorin und Ikone der Schönheitsbranche, ihre Produkte der Faltenfrei-Linie sind sehr begehrt. Allerdings steigt ihr ihr anhaltender Erfolg zu Kopf, Stella wandelt sich zu einer kritikresistenten und zynischen Alphafrau, die in ihrem Umfeld unbarmherzig regiert. Ihre Familie hat sie auf einen Nebenschauplatz verbannt.
Nach ihrem 60. Geburtstag scheint ihr Stern zu sinken, ihre neuesten Produkte erzeugen ein kräftiges Minus, ihr Ehemann Georg soll ein Verhältnis mit einer Jüngeren haben. Im Schock läuft sie über die Straße, kollidiert dabei mit einem Fahrradfahrer und erleidet eine Gehirnerschütterung. In der Folge will sie sich einer Schönheitsoperation in der Klinik von Dr. Arthur Schenk unterziehen, wobei sie verschweigt, dass sie unter Schmerzmittel steht. Damit ist die Narkose nicht wirksam, Stella fällt vom Operationstisch.
Nach dem Sturz kann sie plötzlich hören, was die Menschen in ihrem Umfeld über sie denken; dies ist allerdings wenig schmeichelhaft. Stella ist zunächst entsetzt, beginnt aber damit, wieder anderen Menschen zuzuhören, und leistet Abbitte, auch bei ihren beiden Töchtern Johanna und Fiona.

## Produktion
Die Dreharbeiten fanden vom 16. November bis zum 16. Dezember 2020 in München und Umgebung statt. Produziert wurde der Film von der deutschen Bavaria Fiction (Produzentin Anna Oeller) im Auftrag des Bayerischen und des Österreichischen Rundfunks.
Die Kamera führte Mathias Neumann. Für das Kostümbild zeichnete Diana Dietrich verantwortlich, für das Szenenbild Maike Althoff, für den Ton und Tongestaltung Vitus Bernrieder und Pit Kuhlmann, für die Maske Scharka Cechova und Mechthild Schmitt und für das Casting Siegfried Wagner.
2023 stand Hauptdarstellerin Adele Neuhauser erneut für den ORF/BR-Film Ungeschminkt unter der Regie von Dirk Kummer nach einem Drehbuch von Uli Brée vor der Kamera.

## Rezeption

### Kritiken
Martina Kalweit vergab auf tittelbach.tv fünf von sechs Sternen und befand, dass Adele Neuhauser mit komödiantischer Lust der Hauptfigur Stella Martin die nötige Ruppigkeit und Wärme verleihe. Neben ihrer Hauptdarstellerin verdanke die Komödie viel einer feierlich zelebrierten Buntheit und originellen Wendungen im Drehbuch von Uli Brée.
Kurt Sagatz bezeichnete den Film auf tagesspiegel.de als bitter-böse Satire auf ein unerreichbares Ideal von perfekter Schönheit und immerwährender Jugend. Der Reiz des Films liege vor allem in der Verwandlung der Hauptfigur von der arrogant-egozentrischen Star-Autorin zur verletzlichen Frau. Ein gelungener dramaturgischer Trick seien die an TV-Dokumentationen erinnernden Interviews mit dem Ehemann und den beiden Töchtern.
Ursula Scheer schrieb in der Frankfurter Allgemeinen Zeitung, dass Autor Uli Brée den Protagonisten pointenreiche Dialoge in den Mund lege, Regisseur Kummer schaffe eine Balance zwischen der grellen Parodie und einer warmen Ernsthaftigkeit, die den Film so wohltuend mache. Adele Neuhauser bei ihrem Auftritt zuzuschauen sei ohnehin das reine Vergnügen. Scheer bezeichnete den Film als hinreißenden Spaß um Adele Neuhauser als Idealbesetzung, der lustvoll, doch ohne Grausamkeit, den lukrativen Wahnsinn demaskiere und den Beauty-Irrsinn unserer Tage höchst amüsant aufs Korn nehme.
Tilmann P. Gangloff meinte auf evangelisch.de, dass der Film eine rundum gelungene Tragikomödie wäre, wenn der Fluss der Handlung überflüssigerweise nicht mehrfach gestoppt würde, damit die Hauptpersonen die Ereignisse kommentieren können. Aber die darstellerischen Leistungen seien ausnahmslos vorzüglich, die Musik temporeich, die Schauplätze angemessen mondän.

### Einschaltquote
Die Erstausstrahlung von Faltenfrei am 17. November 2021 wurde in Deutschland von 6,06 Millionen Zuschauern gesehen und erreichte einen Marktanteil von 20,3 % für Das Erste. Das war der Tagessieg bei den Gesamtzuschauern. Außerdem schrieb DWDL: „Den Reichweitenschnitt auf dem Sendeplatz hat Faltenfrei um rund zwei Millionen übertroffen. Hinzu kommt, dass der Film auf diesem Sendeplatz der zweitstärkste in diesem Jahr war.“
Auch die Wiederholung am 13. März 2024 entpuppte sich, so schrieb DWDL, für die ARD am Mittwochabend als voller Erfolg (4,97 Millionen Zuschauer). Das war wieder der Tagessieg mit einem Marktanteil von 19,7 Prozent und die höchste Reichweite für einen Mittwochs-Film im Ersten seit März 2023. Auch im Verlauf zeigte er „untypisch“ keinerlei Schwäche.
Im ORF verfolgten die Erstausstrahlung im Schnitt 1,193 Millionen Zuschauer. Der Marktanteil betrug 36 Prozent. Damit war Faltenfrei für den ORF auf dem Sendeplatz der bislang erfolgreichste Film des Jahres.

## Auszeichnungen und Nominierungen
Filmfest München 2021
- Nominierung für den Bernd Burgemeister Fernsehpreis[6][14]

54. Fernsehpreis der Österreichischen Erwachsenenbildung
- Nominierung in der Kategorie Fernsehfilm, inklusive Serien, Fiction, Doku-Fiction, Edutainment – Dirk Kummer (Regie), Uli Breé (Drehbuch) und Klaus Lintschinger (ORF-Redaktion)[15]